# Милликен, Карл Элиас
Карл Элиас Милликен (англ. Carl Elias Milliken; 13 июля 1877 — 1 мая 1961) — американский политик-республиканец, 51-й губернатор штата Мэн.

## Молодость
Уроженец Питсфилда, штат Мэн, Милликен окончил в 1897 году Бэтс колледж, а в 1899 получил степень магистра в Гарвардском университете. После этого он переехал в Айленд-Фоллс, где начал работать в деревообрабатывающей компании. Следующие шесть лет Милликен поочерёдно был генеральным директором двух компаний по производству изделий из дерева и президентом местной телефонной компании.

## Политическая карьера
В 1905 году Милликен был избран в Палату представителей Мэна. В 1909 году его избрали в Сенат штата Мэн, председателем которого он был с 1913 по 1915 год.
В 1916 году баллотировался на должность губернатора Мэна. По результатам выборов, он выиграл у своего соперника, кандидата от демократов Оукли Кёртиса, с большим отрывом. В 1918 году переизбрался, на сей раз «не повезло» Бертрану Мсинтиру. Как губернатор строго следил за соблюдением поправки о запрете производства и продажи алкоголя, принятие которой его очень обрадовало.
5 января 1921 года срок Милликена закончился, и он ушёл в отставку. В следующем году он стал исполнительным секретарем и главным представителем Ассоциации производителей и дистрибьюторов кинофильмов (вскоре переименованной в Американскую ассоциацию кинокомпаний), проработав в должности до 1947 года.
Вскоре после ухода из MPAA Милликен работал президентом баптистского миссионерского общества.

## Личная жизнь
Милликен был женат дважды. В 1930 году умерла его первая жена Эмма Чейз. У них родилось семь детей: один сын и шесть дочерей. Вскоре он женился на её сестре, Кэролайн Чейз.

## Память
103-й пехотный полк (26-го Подразделения американских Экспедиционных войск), который воевал на Западном фронте Первой мировой войны, и был набран в штате Мэн, неофициально назывался «Полк Милликена».